# Centauro (cohete)

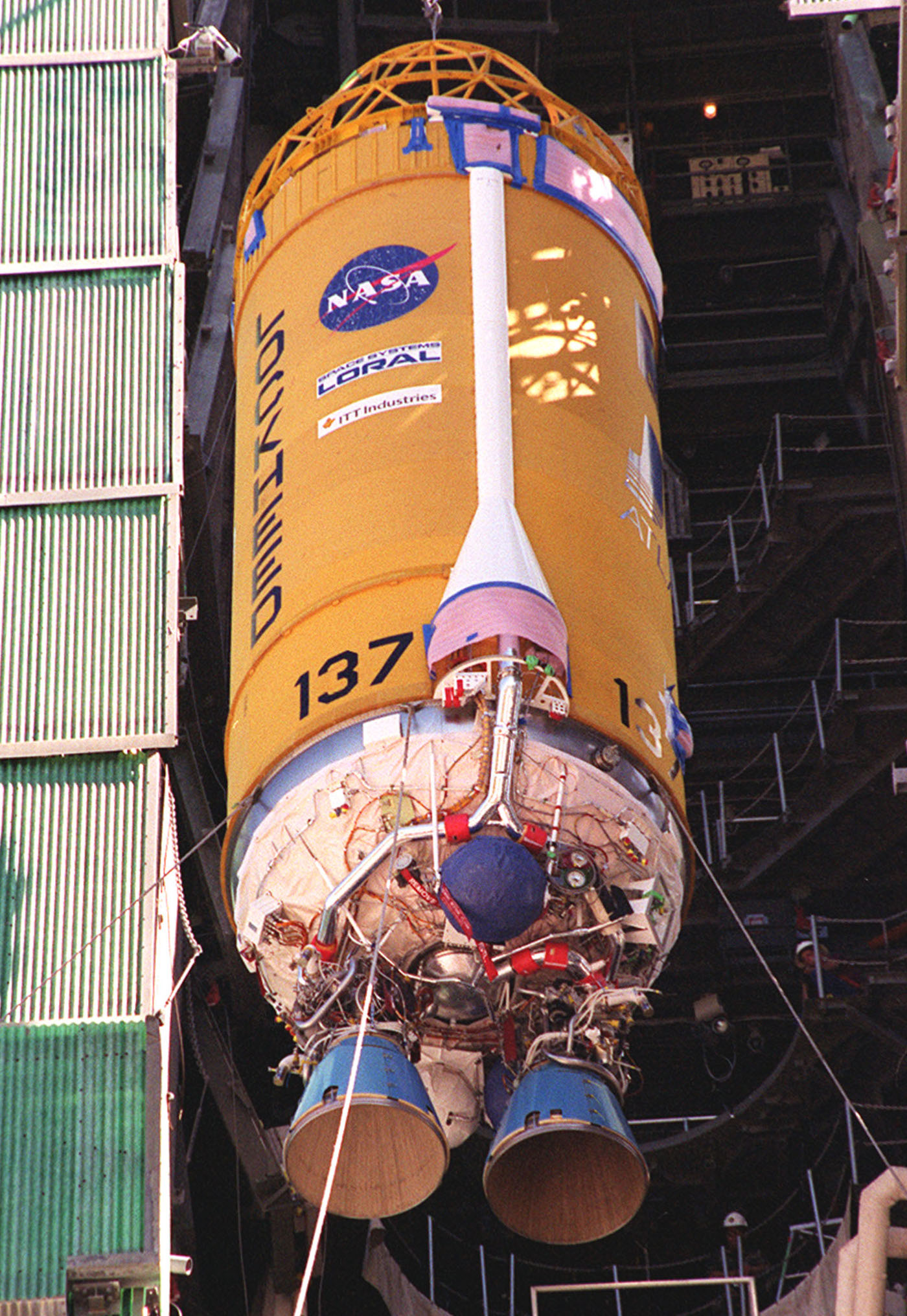
La segunda fase Centaur-2A de un cohete Atlas IIA.

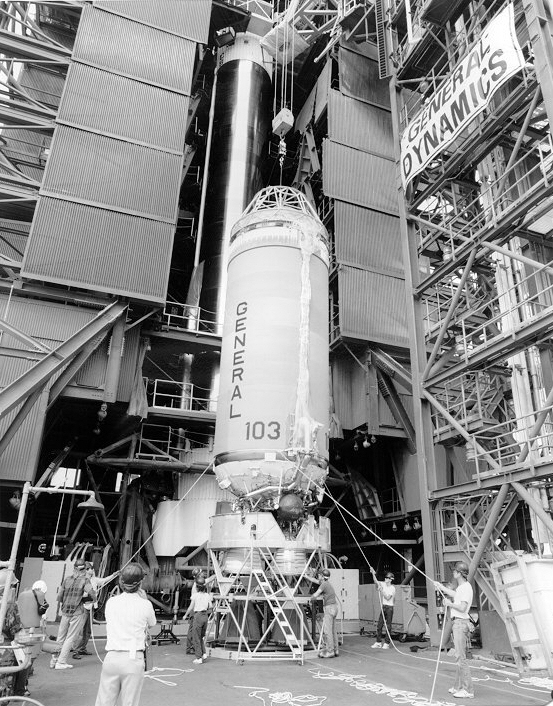
Etapa del Centaur-2 sobre el cohete Atlas II

El Centauro es una fase superior de cohete diseñada para su uso como fase superior de una lanzadera espacial. El Centauro eleva su carga (el satélite) hasta su órbita final, o cuando carga una sonda interplanetaria, hasta la velocidad de escape. El Centauro es la primera etapa superior de alta energía del mundo que quema hidrógeno líquido (LH2) y oxígeno líquido (LOX). 
La fase Centauro, fue nombrada en honor al ser de la mitología denominado centauro, el diseño de este cohete fue una invención de Karel J. "Charlie" Bossart (el principal cerebro detrás de los cohetes Atlas ICBM) y el Dr. Krafft A. Ehriche, ambos eran empleados de la empresa Convair. Su diseño fue en esencia una pequeña versión de su concepto para el cohete Atlas, empleando un acero más ligero ("balloon tanks") cuya resistencia estructura fue probada con presión de combustible en él.
El Centauro emplea un método ingenioso para separara los tanques de LOX y LH2 mediante un mamparo doble. Los dos tipos de tanques se separan por una capa de fibra de vidrio de un grosor de 6.4 mm. El frío extremo en un lateral del tanque de LH2 crea un vacío con la capa de fibra de vidrio, dando al mamparo una baja conductividad térmica y previniendo de esta forma una conductividad térmica desde el relativamente caliente tanque de LOX hasta el superior y frío LH2. El cohete se propulsaba con uno o dos motores cohete RL-10 (SEC y DEC variantes respectivamente).

## Historia de su desarrollo
El diseño y desarrollo de la estructura del cohete comenzaron en el año 1956 en el centro de la NASA denominado Lewis Research Center, hoy en día Glenn Research Center, su comienzo fue muy lento, con una prueba (muy poco exitoso) en mayo de 1962. A finales de los 1950s y comienzos de los 1960s el Centauro fue propuesto como la última fase más energética para la serie de cohetes Saturn I, Saturn IB y Saturn V, bajo la denominación S-V ("Saturn V") de acuerdo con la denominación llevada a cabo en esta etapa con otros cohetes Saturn. A pesar de todo, el primer Centauro que superó una prueba de vuelo no lo hizo hasta llegado el año 1965, que fue cuando la NASA empezó a tener intenciones claras de poner este cohete en funcionamiento en los diseños de la Saturno. 
Durante el periodo que va desde el año 1966 hasta 1989, el Centaur-D fue empleado como la fase más alta en el cohete Atlas en 63 lanzamientos y 55 de ellos fueron exitosos.
Desde el año 1974 hasta el 1977, el cohete Centaur-D-1T fue usado como tercera etapa de los 7 lanzamientos del cohete Titan 3E, 6 de los cuales fueron exitosos. Las naves espaciales lanzadas por el Centauro en este período fueron los Viking 1, Viking 2, Voyager 1 así como el Voyager 2.
Uno de los mayores cambios en el cohete Centauro ocurrieron cuando a comienzos de los años 1980s con el abandono del uso del peróxido de hidrógeno hizo que se tuviera que rediseñar el sistema de bombeo de combustible para este vehículo. Los sistemas que abastecían de combustible a los motores del tipo RL-10 se simplificarón bastante al abandonar el peróxido de hidrógeno a favor del empleo del monopropelente denominado hidrazina.  
Una nueva versión denominada Centaur-G fue desarrollada para ser la etapa de empuje del transbordador espacial, pero nunca fue empleada en lanzamientos de verdad debido a los fallos en las reglas de seguridad tras el accidente del Challenger. Esta configuración Transbordador/Centauro cambia el diámetro del tanque de hidrógeno de los 14 pies de diámetro a los 10 pies, lo que supone una reducción considerable.  La geometría fue optimizada para la instalación en la zona de carga del orbitador del transbordador espacial.  Su primera misión fue lanzar a la nave Galileo a Júpiter. Los sistemas del Centauro se fueron complicando cada vez más con  diversos sistemas para la medida y balanceo de fluidos, sistemas de aviónica y de análisis estructural y se integró todo ello en lo que se denominó: Centaur Integrated Support System o con las siglas de CISS.  También fueron usados estos motores en tareas más mundanas como el bombeo de propelente en caso de regreso a tierra en el evento de interrupción denominado Return to Launch Site (RTLS).  Este requerimiento permite aterrizar a la aeronave con ciertos niveles de seguridad.  Todos estos planes de contingencia, emergencia, etc fueron los responsables de la complejidad creciente de los cohetes Centauro desde sus inicios.
En el año 2006 se empleaba un derivado del Centaur-3 de 10 pies de diámetro, con uno o dos motores cohete del tipo RL-10A4-2 y se continuaba empleando en las fases superiores del cohete Atlas V EELV, el sucesor de la configuración Titan-Centaur. Existe una posibilidad para ser empleado en una configuración del nuevo cohete Delta IV (Heavy) realizado por la empresa Boeing. Las pruebas empezaron en 2004, y se piensa en un motor interplanetario que pueda ser lanzado a bordo del Ares V, lo que será su primer vuelo en 2015.

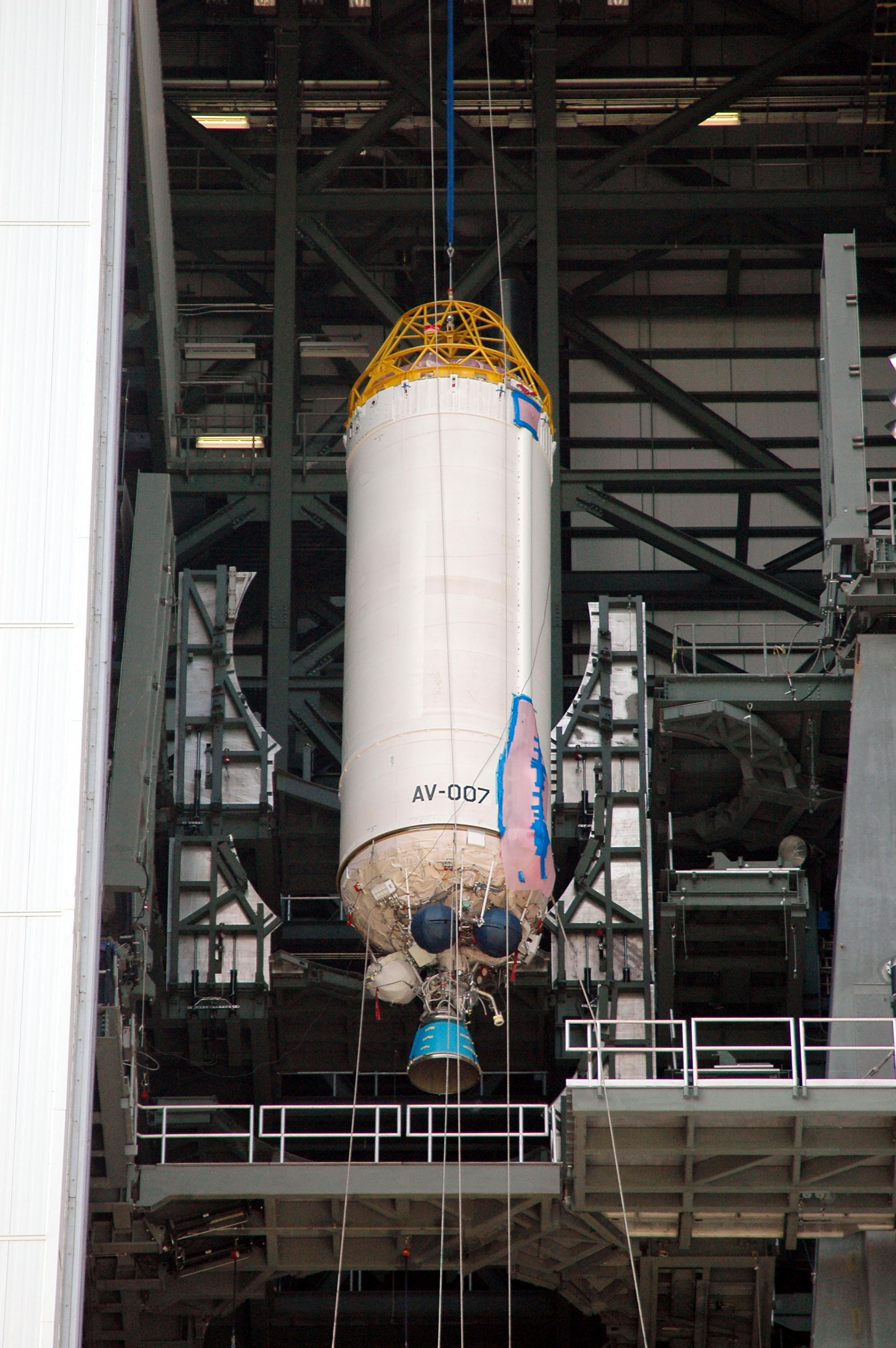
Un Centauro de un solo motor, siendo elevada para montarla en un cohete Atlas V

No obstante la carrera de éxitos de este motor se puede decir que ha contribuido con la carrera espacial, el 15 de junio de 2007 el motor del Centauro en el cohete del Atlas V se apagó antes de tiempo, abandonando su carga útil — un par de satélites de reconocimiento de los océanos que eran propiedad de la National Reconnaissance Office — en una órbita inferior de la pretendida inicialmente. El fallo fue denominado de forma oficial como "A major disappointment" (una gran decepción), debido en parte a que la nave espacial pudo realizar todas sus tareas en la misión sin problema alguno. La causa del fallo fue una válvula abierta que despresurizó el tanque de hidrógeno ligeramente y por eso terminó su empuje cuatro segundos antes de lo previsto.

## Futuro
El cohete Centauro ha sido diseñado a comienzos del siglo XXI para que sea una evolución capaz de soportar los nuevos objetivos de las misiones espaciales. Una de las tareas es aumentar los tanques a 5,4 m e incrementar la capacidad de propelente de cohetes entre 1,5 a 6 veces de lo que admite en la actualidad la configuración Atlas V.  Este diámetro se ajusta bastante bien con la carga útil actual, eliminando de esta forma muchos elementos estructurales sin cambios (o con modificaciones mínimas) en otras estructuras de lanzamiento.  Se intentará hacer un diseño modular de los componentes básicos, permitiendo incluir más motores cohetes RL-10: pudiendo llegar a configuraciones potentes de seis motores.  Esta configuración podrá ser lanzada desde los lanzadores del Atlas (diseñado para la fase 1 de esta configuración) o también en la siguiente generación de lanzadores de 5,4 m de diámetro (diseñado para la fase 2).